# Уайт, Харви (футболист)
Харви Дэвид Уайт (англ. Harvey David White; род. 19 сентября 2001, Мейдстон, Юго-Восточная Англия) — английский футболист, полузащитник клуба   «Стивенидж».

## Клубная карьера
Харви - уроженец города Мейдстон графства Кент. Воспитанник клуба «Тоттенхэм Хотспур».

### «Тоттенхэм Хотспур»
1 марта 2019 года дебютировал за молодёжную команду клуба в поединке против молодёжки «Челси». Начиная с сезона 2019/2020 стал попадать в заявку основной команды, однако на поле не появлялся. Проходил предсезонные сборы, участвовал в товарищеских встречах. Дебютировал за «шпор» 26 ноября 2020 года в поединке Лиги Европы против «Лудогорца», выйдя на замену на 82-й минуте вместо Деле Алли.

### Аренда в «Порсмут»
18 января 2021 года был отдан в аренду до конца сезона в «Портсмут». Первый и единственный гол за «помпи» забил в гостевом матче против «Оксфорд Юнайтед».

### Возвращение в «Тоттенхэм Хотспурс»
Уайт вернулся в "Тоттенхэм" U21 после аренды и был вызван в основную команду главным тренером Антонио Конте во время перерыва на Чемпионат Мира по футболу в Катаре 2022 года. Он сыграл в товарищеских матчах против "Ниццы" и "Мазервелла". Конте охарактеризовал его, как "очень, очень умного" после игры против "Ниццы". Уайт дебютировал в Премьер-лиге в основном составе "Тоттенхэма" в матче против "Кристал Пэлас" 4 января 2023 года, заменив на 86 минуте Ивана Перишича.

### Аренда в «Дерби Каунти»
31 января 2023 года на правах аренды до конца сезона перешёл в клуб «Дерби Каунти». Но в стане "Баранов" отличится не получилось, хоть Харви и имел постоянную практику.

### «Стивенидж»
1 сентября 2023 года Харви перешёл в клуб Первой лиги «Стивенидж» на постоянной основе, сумма трансфера и срока контракта игрока не разглашена.

## Карьера за сборную
В мае 2019 года провёл два товарищеских матча за юношескую сборную Англии до 18 лет.